# Samseong-dong, Gangnam-gu
Samseong-dong (koreanska: 삼성동) är en stadsdel i stadsdistriktet Gangnam-gu i Sydkoreas huvudstad Seoul.  

## Indelning
Administrativt är Samseong-dong indelat i:
| Namn    | Namn                | Yta km² | Invånare 31 dec 2020 |
| ------- | ------------------- | ------- | -------------------- |
| 삼성1동 | Samseong 1(il)-dong | 1,94    | 13 600               |
| 삼성2동 | Samseong 2(i)-dong  | 1,24    | 30 368               |